# Сборная Израиля по кёрлингу на колясках
Смешанная сборная Израиля по кёрлингу на колясках — национальная сборная команда (в которую могут входить как мужчины, так и женщины), представляет Израиль на международных соревнованиях по кёрлингу на колясках. Управляющей организацией выступает Федерация кёрлинга Израиля (ивр. התאחדות הקרלינג בישראל‎, англ. Israel Curling Federation).

## Результаты выступлений

### Чемпионат мира по кёрлингу на колясках (группа B)
| Год  | И | В | П | Место | Состав                                                   |
| ---- | - | - | - | ----- | -------------------------------------------------------- |
| 2015 | 7 | 0 | 7 | 15    | Oren Iluz (скип), Oshri Abuksis, Albert Zohar, Liat Kobo |

(данные отсюда:)